# Patrik Sjöberg
Patrik Sjöberg (* 5. Januar 1965 in Göteborg) ist ein ehemaliger schwedischer Leichtathlet und ehemaliger Weltrekordler im Hochsprung.

## Leben
Mit dem Gewinn seiner Silbermedaille bei den Olympischen Spielen 1984 in Los Angeles begann eine Erfolgsgeschichte des schwedischen Hochsprungs, die bei den Herren zunächst durch Sjöberg und anschließend durch Stefan Holm geprägt war.
In Los Angeles lieferte sich der 19-jährige Newcomer aus Schweden einen Zweikampf mit dem deutschen Springer Dietmar Mögenburg, der Olympiasieger wurde. Bereits ein Jahr später wurde Sjöberg erster Hallenweltmeister. Auch bei den Freiluftweltmeisterschaften 1987 in Rom holte der Schwede Gold. Er gewann mit 2,38 m, dem bis zu den Weltmeisterschaften 1993 gültigen Meisterschaftsrekord.
Bereits 68 Tage zuvor (30. Juni 1987) stellte der Schwede einen neuen Weltrekord auf. Bei der DN Galan im Stockholmer Olympiastadion verbesserte er den Weltrekord um einen Zentimeter. Er übersprang 2,42 m. Diese Höhe, die bis heute Europarekord ist, wurde später nur von dem Kubaner Javier Sotomayor verbessert. Somit war 1987 das erfolgreichste Jahr seiner Karriere.
Bei den Olympischen Spielen 1988 in Seoul gewann er die Bronzemedaille und bei seinen dritten Olympischen Spielen 1992 in Barcelona gewann er nochmals die Silbermedaille.
1985 wurde er mit der Svenska-Dagbladet-Goldmedaille geehrt.
2011 veröffentlichte Sjöberg ein Buch, in dem er den jahrelangen sexuellen Missbrauch durch seinen Stiefvater und Trainer Viljo Nousiainen beschreibt. Ebenfalls sexuell missbraucht wurde sein damaliger Trainingskollege Yannick Tregaro.